# Pilatus PC-21
Die Pilatus PC-21 ist ein einmotoriges Turboprop-Trainingsflugzeug, das für ein breites Schulungsspektrum ausgelegt ist.

## Geschichte
Als Ausgangspunkt der Entwicklung kann man die im November 1997 durchgeführten Versuche mit einer modifizierten PC-7 Mk.II ansehen, an der beispielsweise neue Tragflächen und eine 1190 kW starke PT6-Propellerturbine getestet wurden. Die eigentlichen Konstruktionsarbeiten an der praktisch komplett neu entwickelten PC-21 begannen dann Anfang 1999, wobei moderne CAD-Entwurfsverfahren zum Einsatz kamen. Der Bau des ersten Prototyps begann 2001 und am 1. Mai 2002 feierte Pilatus dessen Rollout; zwei Monate später erfolgte der Erstflug mit Bill Tyndall. Die Maschine wurde noch im selben Monat bei der RIAT und der Farnborough Air Show präsentiert. Ende 2004 erhielt Pilatus das Typzertifikat vom Bundesamt für Zivilluftfahrt (BAZL) für die PC-21, die somit bereit für die Serienproduktion war. Bis zu diesem Zeitpunkt wurden 200 Mio. Franken in die Entwicklung investiert.
Der zweite Prototyp (HB-HZB), der am 7. Juni 2004 mit Cheftestpilot Andreas Ramseier erstmals flog, stürzte am 13. Januar 2005 beim Training für eine Flugvorführung ab. Dabei verunglückte Ramseier tödlich und eine unbeteiligte Person am Boden wurde schwer verletzt. Die erste Serienmaschine hatte ihren Erstflug am 29. August 2005, obwohl zu diesem Zeitpunkt noch kein offizieller Auftrag für die Maschine vorlag.
Anfang November 2006 bestellte die Luftwaffe von Singapur 19 Exemplare für rund 700 Millionen Franken. Die Maschinen wurden ab Frühjahr 2008 zum Trainingszentrum von Singapur im australischen Perth ausgeliefert. Die Schweizer Luftwaffe unterzeichnete am 22. Januar 2007 den Kaufvertrag über sechs Flugzeuge für ihr Jetpiloten-Ausbildungsprogramm (JEPAS). Der Preis für alle Maschinen inkl. Logistik lag bei 115 Mio. Schweizer Franken. Die Flugzeuge wurden 2008 ausgeliefert.
Im November 2009 bestellte die Luftwaffe der Vereinigten Arabischen Emirate 25 Stück der PC-21 inklusive Flugsimulatoren und Logistikunterstützung mit einem Bestellwert von mehr als 500 Mio. Franken. Die erste dieser ab Anfang 2011 auszuliefernden Maschinen hatte am 22. November 2010 ihren Erstflug. Nach den Bestellungen Australiens und Frankreichs in den Jahren 2015 und 2016 wurden drei Jahre lang keine Maschinen verkauft. Die Bestellung der spanischen Luftwaffe zum Jahreswechsel 2019/2020 über 24 Flugzeuge sicherte die Weiterbeschäftigung der in der Produktion des Flugzeugs tätigen Mitarbeiter, welche sonst ab 2021 unsicher geworden wäre. Spanien ersetzte damit die CASA C-101 und laut einem Beschluss von Ende 2022 mit weiteren 16 Flugzeugen auch den Grundtrainer E-26 Tamiz.
Im Frühling 2023 waren 244 Flugzeuge des Typs PC-21 aktiv.

A-101 in Emmen
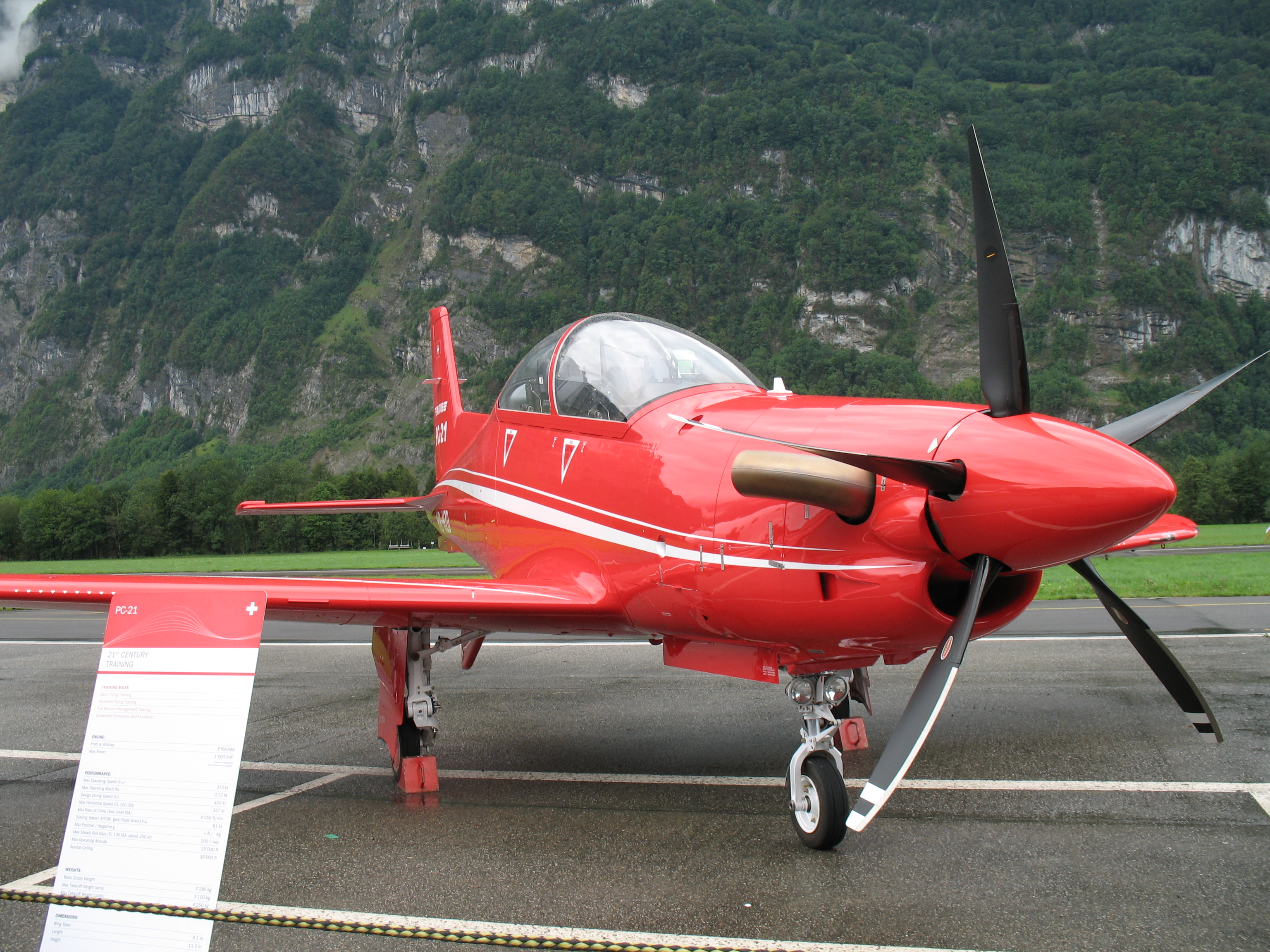
PC-21 auf dem Flugplatz Mollis
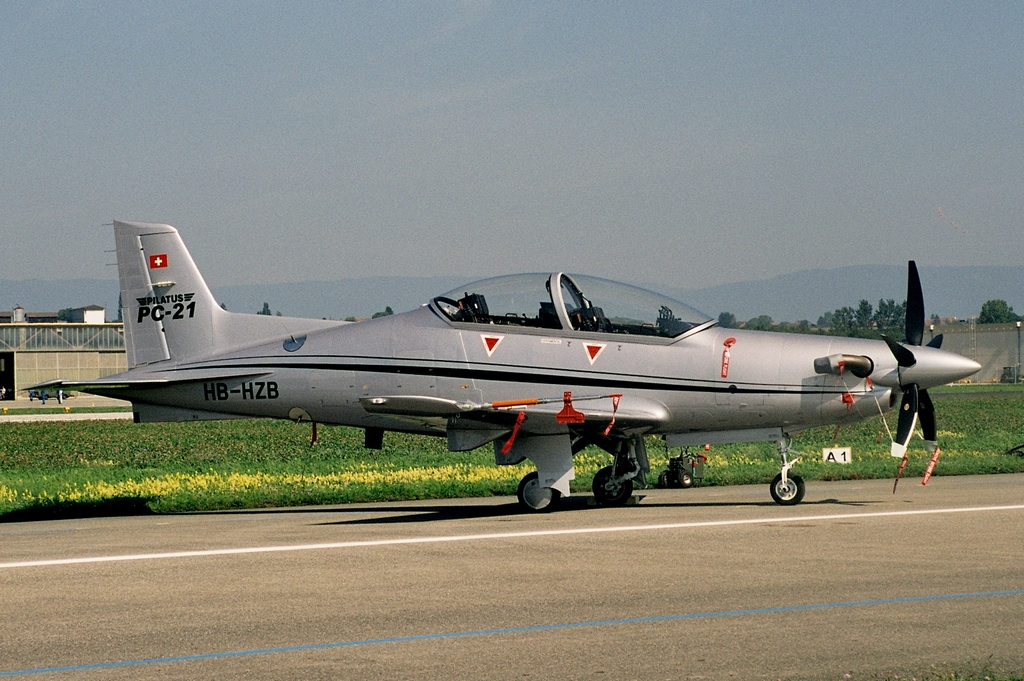
Später abgestürzter PC-21 Prototyp HB-HZB an der Air Payerne '04

## Eigenschaften
Die Flugeigenschaften und die Bordsysteme lehnen sich an moderne Strahl-Trainer an. So wird ein leistungsfähiges Triebwerk (etwa 40 % stärker als das der PC-9) zusammen mit einem Fünfblatt-Hartzell-Propeller mit 2,39 m Durchmesser verwendet. Das Triebwerk verfügt durch eine elektronische Regelung über ein jetähnliches Ansprechverhalten, wobei durch automatischen Seitenrudereinsatz das Drehmoment des Triebwerks ausgeglichen wird. Die Aerodynamik ist auf Wendigkeit und Geschwindigkeit ausgelegt. So werden zum Beispiel die Querruder durch kleine Spoiler hydraulisch unterstützt, was für eine hohe Rollrate von 200°/s sorgt. Kernstück der Avionik ist das moderne digitale Cockpit mit je drei LCDs (15 × 20 cm) und einem Head-Up-Display verbunden mit dem darunter platzierten Eingabepanel für die beiden Piloten. Mit dem „open-architecture mission system“ ist das Flugzeug weit leistungsfähiger und flexibler als vergleichbare Trainingsflugzeuge. Für den Notfall ist es mit zwei Schleudersitzen Martin-Baker CH16C (Mk.16L) ausgestattet. Die PC-21 ist sowohl für die Basisausbildung als auch für das fortgeschrittene Pilotentraining einsetzbar. So kann ein Großteil der Jetschulung bereits auf der PC-21 absolviert werden. Lärm- und Umweltbelastungen sowie die Kosten sind dabei jedoch um ein Vielfaches geringer.

## Nutzer

Die PC-21 A-104 und A-105 auf dem Flugplatz Emmen

Australien
Royal Australian Air Force: 49 PC-21
Die Auslieferung erfolgte ab Juni 2017.
Die Mehrzahl, 42, werden als Basis- und Fortgeschrittenentrainer bei der No. 1 Flying Training School in East Sale (22) und der No. 2 Flying Training School in Pearce (20) eingesetzt, wo sie 2019 die CT/4 (lagen in Tamworth) und die PC-9A ablösten. Die übrigen sieben Exemplare stehen bei der No. 4 Squadron in Williamtown (4) und der Aircraft Research and Develepment Unit (ARDU) in Edinburgh (3) in Dienst.
 Frankreich
Französische Luftstreitkräfte: 26 PC-21
Im Januar 2017 erhielt Pilatus den Kaufvertrag für 17 PC-21 vom französischen Verteidigungsministerium. Die ersten 17 Flugzeuge wurden 2018/2019 geliefert. Neun im Jahr 2021 nachbestellte Exemplare werden 2022/23 geliefert.
Sie werden von der École d’Aviation de Chasse auf der BA 709 Cognac-Châteaubernard betrieben.
 Jordanien
Jordanische Luftstreitkräfte: 8 PC-21
Jordanien hatte 2015 zunächst 9 PC-9M bestellt und änderte diese Bestellung 2016 auf acht PC-21
 Kanada
Royal Canadian Air Force: 21 PC-21
Im Rahmen des "Future Aircrew Training" (FAcT) Programms, Hauptauftragnehmer ist SkyAlyne, eine Gemeinschaftsfirma von CAE und KF Aerospace, bestellte Kanada 2024, die ab 2026 auf der CFB Moose Jaw zum Einsatz kommen sollen. Die lokale Bezeichnung des PC-21 lautet CT-157 Siskin II.
 Katar
Qatar Emiri Air Force (QEAF, Luftwaffe von Katar): 24 PC-21
Im Sommer 2012 bestellte Katar 24 PC-21 für rund 600 Millionen Schweizer Franken. Die Auslieferung soll ab 2014 erfolgen. Die QEAF verfügt zurzeit noch über kein Trainingsflugzeug dieser Klasse, weshalb die entsprechenden Strukturen und mitbestellten Simulatoren vor Ort in der neuen Luftwaffenakademie neu angelegt werden.
 Saudi-Arabien
Royal Saudi Air Force: 55 PC-21
Die saudische Luftwaffe hat 2012 als Ersatz für ihre Pilatus PC-9 55 PC-21 als Fortgeschrittenentrainer bestellt. Die Auslieferung erfolgte ab 2014.
 Schweiz
Schweizer Luftwaffe: 8 PC-21
Die Schweizer Luftwaffe verwendet acht PC-21 für das Fortgeschrittenentraining als Ersatz für die 2002 ausgeschiedenen BAE Hawk. Die erste Tranche umfasste sechs PC-21 und wurde 2008 ausgeliefert, die zwei nachbestellten Flugzeuge wurden am 12. April 2012 der Schweizer Luftwaffe übergeben. A-105 im November 2023 beschädigt.
 Singapur
Republic of Singapore Air Force (RSAF): 19 PC-21
Die PC-21 lösten die zuvor verwendeten SIAI-Marchetti S. 211 ab.  als Fortgeschrittenentrainer bei der RSAF Flight Training School auf der australischen Luftwaffenbasis RAAF Base Pearce eingesetzt.
 Spanien
Spanische Luftstreitkräfte: 40 PC-21 (inklusive Patrulla Águila)
Im Dezember 2019 wurde bekannt, dass Spanien 24 Exemplare mit Auslieferung zwischen 2020 und 2022 als C-101-Ersatz anschaffen wolle, der Vertragsabschluss erfolgte Anfang 2020. Ende 2022 gab die Regierung bekannt, weitere 16 Exemplare zu ordern, die mutmaßlich bis 2025 ausgeliefert werden.
Die ersten Exemplare trafen im September 2021 bei der Academia General del Aire auf der Basis Base Aérea de San Javier ein.
 Vereinigte Arabische Emirate
Luftwaffe der Vereinigten Arabischen Emirate: 25 PC-21
Die Luftwaffe der VAE verwendet die PC-21 als Fortgeschrittenentrainer und hat damit ihre BAE Hawk Mk63 ersetzt.
 Vereinigtes Königreich
QinetiQ: 2 PC-21, 2017 bestellt

## Technische Daten
| Kenngröße               | Daten                                                   |
| ----------------------- | ------------------------------------------------------- |
| Besatzung               | 2                                                       |
| Länge                   | 11,23 m                                                 |
| Spannweite              | 9,11 m                                                  |
| Höhe                    | 3,75 m                                                  |
| Flügelfläche            | 15,22 m²                                                |
| Radstand                | 2,49 m                                                  |
| Spurweite               | 2,72 m                                                  |
| Nutzlast                | ? kg                                                    |
| Leermasse               | 2.280 kg                                                |
| max. Startmasse         | 4.250 kg (3.100 kg bei Kunstflug-Einsätzen)             |
| Marschgeschwindigkeit   | 574 km/h in 3050 m Höhe                                 |
| Höchstgeschwindigkeit   | 685 km/h, Mach 0,72 (624 km/h im Horizontalflug)        |
| Überziehgeschwindigkeit | 150 km/h                                                |
| Dienstgipfelhöhe        | 11.580 m                                                |
| Steigrate               | 1219 m/min (21,6 m/s in NN und 10,8 m/s in 6100 m Höhe) |
| Startstrecke            | 725 m (über ein 15 m Hindernis)                         |
| Landestrecke            | 900 m (über ein 15 m Hindernis)                         |
| Lastvielfache           | +8/–4g                                                  |
| Reichweite              | 1330 km                                                 |
| Triebwerke              | ein Pratt & Whitney Canada PT6A-68B mit 1200 kW         |

## Aussenlasten
Da die PC-21 für die Waffenausbildung den Einsatz von Lenk- und Abwurfwaffen auf den Anzeigeinstrumenten simulieren kann, ist das Mitführen von Waffen zurzeit nicht vorgesehen. Die Infrastruktur ist jedoch vorbereitet für vier Unterflügelstationen und eine Unterrumpfstation für Waffen für die Aufstandsbekämpfung.
- Aussenlasten: bis zu 1150 kg an fünf externen Aufhängestationen
- Externe Behälter
  - 2× abwerfbare Zusatz-Treibstofftanks mit 248 Litern Kerosin für Überführungsflüge
  - 2× Smoke Pods für Flugvorführungen

## Unfälle
Die Schweizer PC-21 A-105 geriet am 28. November 2023 neben die Piste und die Piloten stiegen mit den Schleudersitzen aus.